# Zvíkov (Český Krumlov-i járás)
Zvíkov település Csehországban, a Český Krumlov-i járásban. Zvíkov Zubčice, Velešín és Netřebice településekkel határos. Lakosainak száma 95 fő (2024. január 1.).

## Népesség
A település lakosságának változását az alábbi diagram mutatja:
| Lakosok száma | 141  | 151  | 178  | 113  | 79   | 47   | 95   | 107  | 95   | 95   |
|               | 1869 | 1890 | 1921 | 1950 | 1980 | 2001 | 2017 | 2019 | 2022 | 2024 |